# 阿靈頓 (明尼蘇達州)
阿靈頓（英語：Arlington）是一個位於美國明尼蘇達州錫布利縣的城市。

## 人口
根據2020年美國人口普查的數據，阿靈頓的面積為4.17平方千米，皆為陸地。當地共有人口2247人，而人口密度為每平方千米539人。